# ريتشارد شروزبري (دوق يورك الأول)
الأمير ريتشارد من شروزبري ولد في 17 أغسطس 1473 ووالده إدوارد الرابع وقرينته إليزابيث وودفيل وهو ابنه السادس والثاني على خط الخلافة، تزوج هو في العمر الخامسة من آن دي موبراي، توفي والده في 9 أبريل 1483. وهكذا أصبح شقيقه إدوارد، أمير ويلز ملك انكلترا واعتبر ريتشارد خليفته المفترض، ولم يكن هذا ليستمر لولا اعتبار أسقف باث وويلز، أن إدوارد الرابع قد وافق على الزواج من سيدة إليانور تالبوت في 1461، بحيث كانت السيدة لا تزال على قيد الحياة عندما تزوج إدوارد من والدته في 1464. وخلص مجلس الوصاية الذي كان في عهد شقيق الملك السابق ريتشارد دوق غلوستر بأنه يعتبر حالة الجمع بين زوجتين، وبذلك تم إبطال الزواج الثاني وعدم شرعية جميع الأبناء إدوارد الرابع من قبل هذا الزواج. وتم اعلان أن كل من إدوارد وريتشارد الأبناء غير شرعيين وإزالتهما من خط الخلافة في 25 يونيو 1483. وأصبح دوق غلوستر، والأخ الوحيد الباقي لإدوارد الرابع آنذاك، ملكاً تحت مسمى ريتشارد الثالث. تم نقله هو وشقيقه إدوارد الخامس إلى برج لندن وماتوا في مصير مجهول.